# 2017 사모아 내셔널 리그
2017 사모아 내셔널 리그는 우폴루 프리미어리그(Upolu Premier League)으로도 알려져 있는 사모아 내셔널 리그의 27번째 시즌이다. 루프 올레 소아가가 3연패를 달성하며 통산 네 번째 우승을 차지했다. 우승팀인 루프 올레 소아가는 OFC 챔피언스리그 2017 예선 라운드에 진출한다. 11위 바이푸나 SC와 12위 바이톨로아 SC, 2부 리그인 우폴루 퍼스트 디비전에서 각각 2, 3위를 기록한 소기 SC와 모아타아 FC 네 팀이 승강 플레이오프를 벌인 결과 바이푸나 SC는 잔류에 성공, 모아타아 FC는 다음 시즌 승격을 확정지었다. 챌린지 실드(Challenge Shield)는 루프 올레 소아가가 차지하며 더블을 기록하였다.

## 시즌 결과

### 리그 순위
- 4라운드와 8라운드의 결과가 전해지지 않아 확정 순위표가 아니다.[1]

| 순위 | 팀                     | 경기 | 승 | 무 | 패 | 득 | 실 | 득실차 | 승점 | 비고                                                     |
| ---- | ---------------------- | ---- | -- | -- | -- | -- | -- | ------ | ---- | -------------------------------------------------------- |
| 1    | 루프 올레 소아가 (C)   | 9    | 9  | 0  | 0  | 56 | 3  | +53    | 27   | 우승, OFC 챔피언스리그 2017 예선 라운드 진출 챌린지 실드 |
| 2    | 레피아 SC              | 9    | 8  | 0  | 1  | 46 | 15 | +31    | 24   |                                                          |
| 3    | 바이우수               | 9    | 6  | 0  | 3  | 27 | 18 | +9     | 18   |                                                          |
| 4    | 말리파 키위            | 9    | 6  | 0  | 3  | 20 | 13 | +7     | 18   |                                                          |
| 5    | 바이텔레 우타          | 9    | 6  | 0  | 3  | 22 | 18 | +4     | 18   |                                                          |
| 6    | 모우알라 Utd.          | 9    | 5  | 0  | 4  | 25 | 24 | +1     | 15   |                                                          |
| 7    | 바이바세 FC            | 9    | 4  | 0  | 5  | 17 | 30 | -13    | 12   |                                                          |
| 8    | 토가푸아푸아           | 9    | 3  | 1  | 5  | 22 | 31 | -8     | 10   |                                                          |
| 9    | 바이모소               | 9    | 3  | 0  | 6  | 20 | 40 | -20    | 9    |                                                          |
| 10   | 아디다스 알라마고토 SC | 9    | 2  | 1  | 6  | 16 | 29 | -13    | 7    |                                                          |
| 11   | 바이푸나               | 9    | 1  | 0  | 8  | 18 | 39 | -21    | 3    | 승강 플레이오프 진출, 잔류                               |
| 12   | 바이톨로아 (R)         | 9    | 0  | 0  | 9  | 8  | 37 | -29    | 0    | 승강 플레이오프 진출, 강등                               |

### 승격 / 강등 플레이오프
| 순위 | 팀                | 승 | 무 | 패 | 승점 | 강등 여부                     |
| ---- | ----------------- | -- | -- | -- | ---- | ----------------------------- |
| 1    | 바이푸나 SC       |    |    |    | '    | 사모아 내셔널 리그 잔류       |
| 2    | 모아타아 FC (P)   |    |    |    | '    | 사모아 내셔널 리그로 승격     |
| 3    | 바이톨로아 SC (R) |    |    |    | '    | 우폴루 퍼스트 디비전으로 강등 |
| 4    | 소기 SC           |    |    |    | '    | 우폴루 퍼스트 디비전 잔류     |

경기 결과는 전해지지 않지만 모아타아 FC가 바이톨로아 SC를 이기고 승격에 성공하였다.